# Jean-Pierre Farandou
Jean-Pierre Farandou, né le 4 juillet 1957 à Bordeaux, est un dirigeant d’entreprises français. Ayant fait presque toute sa carrière au sein de la Société nationale des chemins de fer français (SNCF) — où il est entré en 1981 — ou de ses filiales, il a été président du transporteur Keolis de 2012 à 2019 puis président de la SNCF depuis le 1er novembre 2019.

## Biographie

### Jeunesse et études
Jean-Pierre Farandou est né en 1957 à Bordeaux, dans le quartier populaire de Bacalan, au  nord de la ville, d’un père agent des douanes à Bordeaux et d’une mère institutrice. Il passe toute sa jeunesse dans ce quartier.
Il a fait ses études au lycée Michel-Montaigne à Bordeaux et est diplômé en 1979 de l'École nationale supérieure des mines de Paris (promotion d'entrée : 1976).

### Carrière

#### Au sein du groupe SNCF

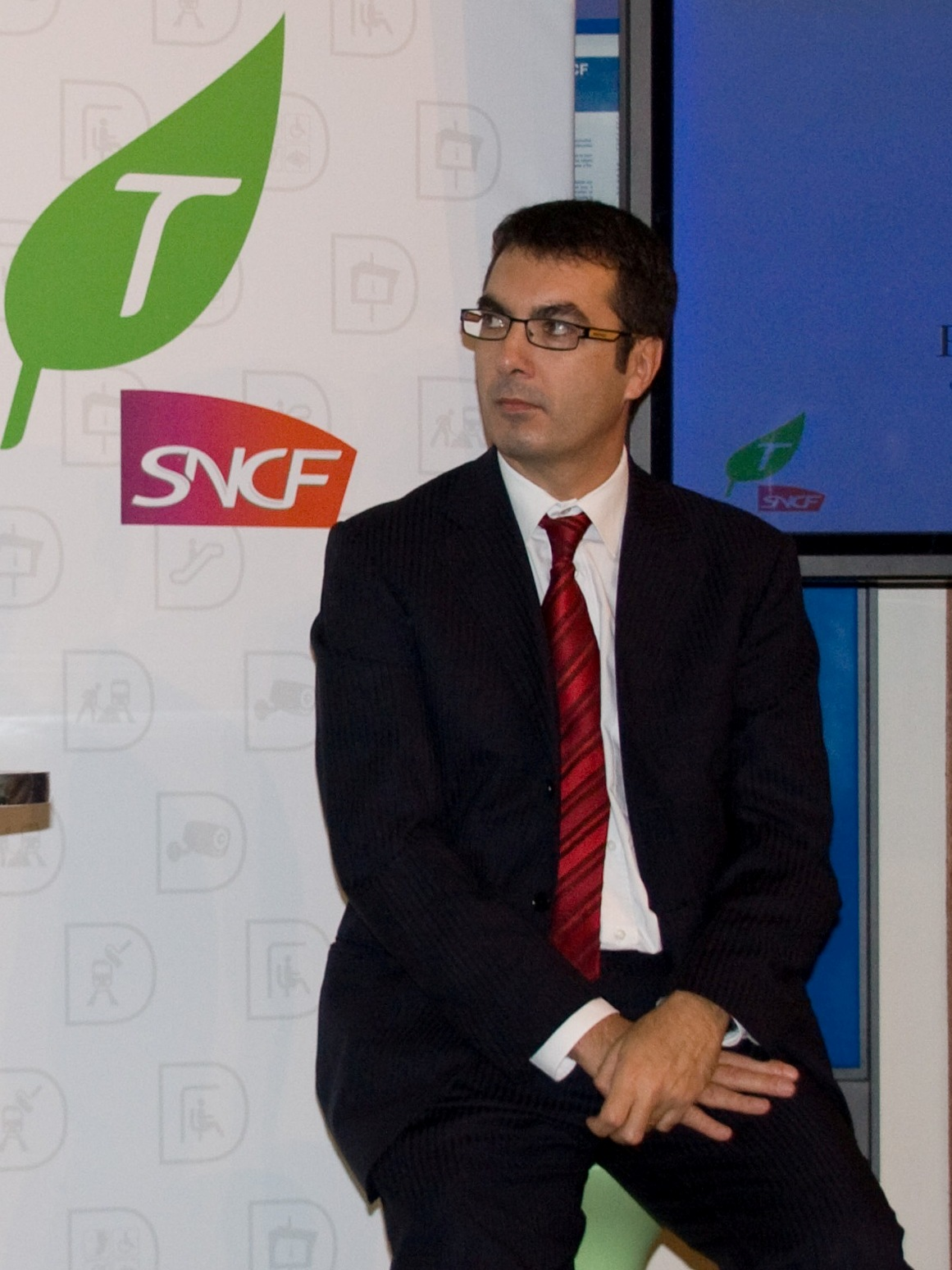
Jean-Pierre Farandou, directeur de SNCF Proximités en 2008.

Il commence sa carrière au sein de la compagnie minière AMAX à Denver aux États-Unis avant de rejoindre le groupe SNCF en 1981, au sein duquel il effectue la suite de sa carrière.
Il y occupe d’abord différentes fonctions en production et marketing avant d’être nommé chef de projet pour le lancement du TGV Paris – Lille en 1993.
De 1993 à 1998, il est directeur général de Thalys International (filiale du groupe SNCF). Il reprend ensuite des fonctions au groupe SNCF (directeur des cadres RH en 1998 puis directeur adjoint Grandes lignes en 2000).
En 2002, il dirige l'entité régionale Rhône-Alpes, avant d’entrer chez Keolis (opérateur de transport public et filiale de la SNCF à 70 %) en 2004, en tant que directeur de Keolis Lyon,.
En 2006, il est nommé directeur de la branche SNCF Proximités (qui regroupe le Transilien, 20 TER et le groupe Keolis). 
En 2012, il est nommé directeur général délégué du groupe SNCF et devient président du directoire de Keolis (63 000 salariés).

#### À la tête de Keolis
Sous la présidence de Jean-Pierre Farandou, l’activité de Keolis croît significativement (de 4,4 milliards d’euros en 2011 à 5.4 milliards d’euros de chiffre d’affaires en 2017),.
Jean-Pierre Farandou accorde une place importante à l’innovation, en développant par exemple des services de navette autonome,,.
Après son départ, il est remplacé à la tête de Keolis par Patrick Jeantet.

#### Direction de la SNCF
Jean-Pierre Farandou est nommé par le président de la République Emmanuel Macron le 18 septembre 2019 pour succéder à Guillaume Pepy comme président du directoire de la Société nationale des chemins de fer français . Il prend ses fonctions le 1er novembre 2019.
Dès son arrivée à la tête de la SNCF, il prône l'ouverture vers les syndicats, assurant vouloir « renouer le fil »,. Il entend ramener de l'« apaisement » et de la « sérénité » et évoque la « transition ferroviaire ». Au cours de la présentation de sa feuille de route, Jean-Pierre Farandou condamne les derniers mouvements sociaux liés à un droit de retrait des cheminots après un accident et délivre une première indication en ce qui concerne ses priorités : réduire les files d'attente et imposer, au plus tard à l'été 2020, une durée maximale de 30 minutes dans les files d'attente. « Cela veut dire que j’accepte que l’on mette plus de personnel au guichet. Il n’y a pas de magie ».
En juillet 2023, il annonce la création à venir d'une filiale à 100 % détenue par la SNCF, SNCF Renouvelables, dans le but de répondre à l'urgence concernant l'approvisionnement en énergie.
En mai 2024, il est convoqué par Bruno Le Maire, ministre de l'Économie, pour qu'il s'explique sur l'accord de fin de carrière afin d'éviter les grèves pendant les Jeux olympiques d'été de 2024. Cet accord « n’en finit pas de faire polémique » alors que la majorité des Français va devoir travailler deux ans de plus en raison de la réforme des retraites. La convocation a pour but d'expliquer comment il compte financer un accord qu’il a conclu avec les syndicats sans que le gouvernement en soit averti. Il est annoncé qu'il ne sera pas renouvelé pour un deuxième mandat mais que son mandat est prolongé jusqu'à la fin des Jeux olympiques, « afin de garantir la bonne organisation des Jeux olympiques et paralympiques ». Prolongé jusqu’en mai prochain, le PDG de la SNCF se verrait bien rester deux années supplémentaires au sein du groupe public. Il a proposé de se maintenir comme président non-exécutif jusqu’à ses 70 ans
.

### Autres fonctions
Jean-Pierre Farandou a été président du GIE Objectif transport public de 2013 à 2015. Il a été président de l’Union des transports publics et ferroviaires (UTP) de 2014 à 2017, date à laquelle Thierry Mallet, PDG de Transdev, lui succède.
De 2012 à 2014, il a été président du conseil d’administration de l’Orchestre national d'Île-de-France.

### Prises de position
En 2016, Jean-Pierre Farandou s’est investi, en tant que président de l'Union des transports publics et ferroviaires, dans la création de la convention collective nationale du secteur ferroviaire en France.
Il s’est aussi prononcé pour l’ouverture des données dans le secteur du transport et contre la gratuité des transports publics en ville, dont il pense qu'elle peut avoir des effets pervers sur le respect du personnel par les usagers et la qualité du service.

### Prix et distinctions
- Officier de la Légion d'honneur, par décret du 13 juillet 2021[28]
- Chevalier de la Légion d'honneur, par décret du 13 juillet 2010[2]
- En 2017, il a reçu le grand prix du cercle Humania, qui récompense un DRH devenu patron[11].

### Vie personnelle
Jean-Pierre Farandou est amateur de vins de Bordeaux, de rugby, de peinture et de musique classique.